# Geyer (Familienname)
Geyer ist ein deutscher Familienname.

## Namensträger

### A
- Adolf Geyer (1829–1896). deutscher Sänger und Musikdirektor
- Albert Geyer (1846–1938), deutscher Architekt und Bauhistoriker
- Alexius Geyer (1816–1883), deutscher Maler
- Alfred Geyer (1879–1948), deutscher Germanist und Lehrer
- Andrea Geyer (* 1971), deutsche Fotografin
- Andreas Geyer-Schulz (* 1960), deutscher Informationswissenschaftler und Hochschullehrer
- Angelika Geyer (* 1948), deutsche Klassische Archäologin
- Anika Geyer (* 1990), deutsche Schauspielerin
- Anna Geyer (1893–1973), deutsche Politikerin und Journalistin
- Anton Geyer (1918–1993), deutscher Priester
- Armin Geyer (* 1965), deutscher Chemiker und Hochschullehrer
- August Geyer (1831–1885), österreichischer Jurist
- Augustin Andreas Geyer (1774–1837), deutscher Geistlicher und Fossiliensammler
- Auwi Geyer (* 1957), deutscher Jazzmusiker

### B
- Balthasar von Geyer († 1515), deutscher Zisterzienser, Theologe, Abt von Pforta
- Bergith Geyer (* 1947), deutsche Szenenbildnerin
- Bernd Geyer (* 1939/1940), deutscher Gastronom und Verbandsfunktionär
- Bernhard Geyer (1880–1974), deutscher Geistlicher, Theologe und Hochschullehrer
- Bernhard Geyer (Architekt) (* 1929), deutscher Architekt

### C
- Carl Geyer (Entomologe) (1802–1889), deutscher Maler und Insektenkundler
- Carl von Geyer (1851–1922), deutscher Versicherungsmanager und Verbandsfunktionär
- Carl Geyer (Instrumentenbauer) (1880–1973), deutscher Instrumentenbauer
- Carl Friedrich Geyer (1807–nach 1865), deutscher Instrumentenbauer
- Carl-Friedrich Geyer (* 1949), deutscher Philosoph
- Christian Geyer (Theologe) (1862–1929), deutscher Theologe
- Christian Geyer (Tennisspieler) (* 1964), deutscher Tennisspieler
- Christian Geyer-Hindemith (* 1960), deutscher Journalist
- Christoph Ehrenreich Geyer von Edelbach (um 1580–1667), österreichischer Militär
- Conrad Geyer (1816–1893), deutscher Künstler
- Curt Geyer (1891–1967), deutscher Politiker (SPD), Journalist und Historiker
- Cyrill Geyer (* 1981), Schweizer Eishockeyspieler

### D
- David Geyer (1855–1932), deutscher Zoologe
- Dean Geyer (* 1986), australischer Sänger und Schauspieler
- Dietrich Geyer (1928–2023), deutscher Historiker
- Dominicus Geyer (Dominikus Geyer, eigentlich Mathias Xaverius Geyer; 1662–1726), deutscher Geistlicher, Abt von Grüssau

### E
- Eberhard Geyer (1899–1943), österreichischer Anthropologe
- Eduard Geyer (Ede Geyer; * 1944), deutscher Fußballspieler und -trainer
- Elias Geyer († 1634), deutscher Goldschmied
- Emil Geyer (Emil Goldmann; 1872–1942), österreichischer Theaterregisseur, Intendant und Kunstsammler
- Enrique Bolaños Geyer (1928–2021), nicaraguanischer Politiker, Präsident 2002 bis 2007
- Erhard Geyer (* 1939), deutscher Gewerkschafter
- Erich Geyer (* 1950), deutscher Fußballspieler und -trainer
- Ernst Geyer (Jurist) (1888–1949), deutscher Jurist und Eisenbahnmanager
- Ernst Geyer (Schriftsteller) (Ernst Karl Joachim Geyer; 1888–1982), deutscher Arzt und Schriftsteller
- Ernst Geyer (Journalist, 1905) (1905–1961), Schweizer Pädagoge, Journalist und Publizist
- Ernst Geyer (Journalist, 1945) (* 1945), deutscher Journalist und Film- und Fernsehproduzent

### F
- Fabian Geyer (* 1969), deutscher Jurist und parteiloser Politiker
- Flodoard Geyer (1811–1872), deutscher Komponist, Musikpädagoge und Musikkritiker
- Florian Geyer (um 1490–1525), deutscher Ritter und Diplomat
- Frank Geyer (* 1953), deutscher Fußballspieler
- Franz Geyer (Politiker) (1885–1970), deutscher Verwaltungsjurist und Politiker
- Franz Xaver Geyer (1859–1943), deutscher Missionar
- Friedrich Geyer (1853–1937), deutscher Politiker (SPD, USPD, KPD)
- Fritz Geyer (Maler) (Friedrich Michael Johann Geyer; 1873–1949), deutscher Maler
- Fritz Geyer (Historiker) (1879–1938), deutscher Althistoriker
- Fritz Geyer (Verwaltungsjurist) (Friedrich Geyer; 1888–1966), deutscher Jurist und Regierungsbeamter
- Fritz Geyer (Wasserspringer) (* 1925), deutscher Wasserspringer

### G
- Georg Geyer (Maler) (1823–1912), österreichischer Maler
- Georg Geyer (Geologe) (1857–1936), österreichischer Geologe, Paläontologe und Bergsteiger
- Georg Geyer (Kriminalbeamter) (1909–1989), deutscher Kriminalbeamter („Reichszentrale zur Bekämpfung des Zigeunerunwesens“, BLKA)
- Georg Geyer (Mediziner) (1922–2013), österreichischer Internist, Leiter der 2. Medizinischen Universitätsklinik in Wien
- Gerd Geyer (* 1956), deutscher Paläontologe
- Gerhard Geyer (1907–1989), deutscher Bildhauer
- Greta Geyer (* 2001), deutsche Schauspielerin
- Günter Geyer (* 1943), österreichischer Versicherungsmanager

### H
- Hans Geyer (Tiermediziner) (* 1940), deutscher Tierarzt, Anatom und Hochschullehrer
- Hans Geyer (Chemiker) (* 1956), deutscher Sportwissenschaftler und Dopinganalytiker
- Hans von Geyer zu Lauf (1895–1959), deutscher Maler
- Hans Geyer von Osterburg († 1561), österreichischer Adliger und Beamter
- Hans F. Geyer (eigentlich Hans Franz Rütter; 1915–1987), Schweizer Philosoph
- Hans-Georg Geyer (1929–1999), deutscher Theologe
- Hans-Joachim Geyer (1901–1972), deutscher Schriftsteller und Agent
- Heike Geyer (* 1970), deutsche Juristin
- Heinrich Geyer (1818–1896), deutscher Geistlicher und Prophet
- Heinrich Ludwig Geyer (1848–1911), deutscher Apotheker
- Heinz Geyer (Komponist) (1897–1982), deutscher Dirigent und Komponist, tätig in Brasilien
- Heinz Geyer (Generalmajor) (1929–2008), deutscher Generalmajor des Ministeriums für Staatssicherheit
- Helen Geyer (* 1953), deutsche Musikwissenschaftlerin und Hochschullehrerin
- Hellmuth Geyer (1920–1982), deutscher Gewerkschafter und Politiker (SED)
- Helmut Geyer (* 1953), deutscher Wirtschaftswissenschaftler, Hochschullehrer und Publizist
- Helmuth von Geyer zu Lauf (1899–1970), deutscher Grafiker und Illustrator
- Henry S. Geyer (1790–1859), US-amerikanischer Politiker
- Hermann Geyer (Politiker) (1873–1963), österreichischer Politiker (CSP)
- Hermann Geyer (General) (1882–1946), deutscher General der Infanterie
- Hermann Geyer (Maler) (1934–2016), deutscher Maler und Glasmaler
- Horst Geyer (1907–1958), deutscher Mediziner, Rassenhygieniker und Schriftsteller

### J
- Jens Geyer (* 1963), deutscher Politiker (SPD)
- Johann Geyer (Maler) (1807–1875), deutscher Maler
- Johann Geyer (Fußballspieler) (* 1942), österreichischer Fußballspieler
- Johann Daniel Geyer (1660–1735), deutscher Arzt und Paläontologe, siehe Johann Daniel Geier
- Johann Daniel Wilhelm von Geyer (1704–1769), kursächsischer Generalmajor und bestallt gewesener Kommandant der Festung Königstein
- Johann Geyer von Osterburg († 1561), österreichischer Adeliger und Landuntermarschall, siehe Hans Geyer von Osterburg
- Johanna Geyer-Carles (* 1995), französische Mittelstreckenläuferin
- Josef Geyer (1889–1972), tschechoslowakischer Lehrer und Abgeordneter
- Julius Geyer (1876–1945), deutscher Ingenieur und Industrieller

### K
- Karl Geyer (Komponist) (1887–1978), österreichischer Lehrer, Komponist und Chorleiter
- Karl Geyer (Theologe) (1893–1955), deutscher Theologe und Verleger
- Karl Geyer (Fußballspieler) (1899–1998), österreichischer Fußballspieler und -trainer
- Karl Andreas Geyer (1809–1853), deutscher Botaniker
- Karl August Geyer (1880–1964), deutscher Ingenieur und Unternehmensgründer, siehe Geyer-Werke
- Klaus Geyer (1940–2003), deutscher Pfarrer
- Klaus Geyer (Diplomat), deutscher Diplomat
- Konrad V. Geyer († 1431), deutscher Geistlicher, Abt von Münsterschwarzach

### L
- Lee E. Geyer (1888–1941), US-amerikanischer Politiker
- Lina Geyer (* 1986), deutsche Hockeyspielerin
- Louis Geyer (auch Ludwik Geyer; 1805–1869), deutsch-polnischer Industrieller
- Louis Geyer (Footballspieler) (* 2001), deutscher American-Football-Spieler
- Ludwig Geyer (Maler) (Ludwig Heinrich Christian Geyer; 1779–1821), deutscher Maler, Schauspieler und Bühnenschriftsteller
- Ludwig Geyer (Radsportler) (1904–1992), deutscher Radrennfahrer

### M
- Manfred Geyer (* 1951), deutscher Biathlet und Trainer
- Martin H. Geyer (* 1957), deutscher Historiker
- Matthias Geyer (* 1962), deutscher Journalist
- Michael Geyer (Journalist) (1940–2003), deutscher Journalist und Moderator
- Michael Geyer (Mediziner) (* 1943), deutscher Psychiater und Hochschullehrer
- Michael Geyer (Historiker) (* 1947), deutscher Historiker und Hochschullehrer

### O
- Otto Geyer (1843–1914), deutscher Bildhauer
- Otto Franz Geyer (1924–2002), deutscher Geologe

### P
- Paul Geyer (Missionar) († 1899), deutscher Geistlicher und Missionar
- Paul Geyer (Lehrer) (1852–nach 1913), deutscher Lehrer und Philologe
- Paul Geyer (Romanist) (* 1955), deutscher Romanist und Hochschullehrer
- Peter Geyer (* 1952), deutscher Fußballspieler

### R
- Reiner Geyer (* 1964), deutscher Fußballspieler
- Renée Geyer (1953–2023), australische Sängerin
- Richard Geyer, früherer Name von Richard Wagner (1813–1883), deutscher Komponist, Dirigent, Regisseur und Schriftsteller, siehe Richard Wagner #Kindheit und Jugendzeit (1813–1830)
- Richard Geyer (Bildhauer)  (um 1865–1944), österreichischer Bildhauer
- Richard Geyer (Geologe) (Richard A. Geyer; 1914–2002), US-amerikanischer Geologe und Ozeanograf
- Richard Geyer (Musiker, 1926) (1926–nach 1944), österreichischer Musiker und Komponist
- Robert Geyer (Geistlicher) (1874–1957), deutscher Geistlicher
- Robert Geyer (Leichtathlet), französischer Leichtathlet
- Roland Geyer (* 1952), österreichischer Kulturmanager und Theaterintendant
- Rudolf Geyer (Orientalist) (1861–1929), österreichischer Orientalist
- Rudolf Geyer (Grafiker) (1884–1972), österreichischer Grafikdesigner
- Rudolf Geyer (Historiker) (1891–1958), österreichischer Archivar und Wirtschaftshistoriker
- Rudolf Geyer (Maler) (1897–1979), österreichischer Maler
- Rudolf Geyer (Chemiker) (* 1947), deutscher Biochemiker
- Rudolf von Geyer-Geyersperg (1879–1960), österreichischer Schauspieler, Regisseur, Dramatiker und Dramaturg
- Ruth Hildegard Geyer-Raack (1894–1975), deutsche Innenarchitektin, Textildesignerin, Möbeldesignerin, Wandmalerin

### S
- Siegfried Geyer (1883–1945), österreichischer Dramaturg, Journalist, Theaterleiter und Übersetzer
- Steffen Geyer (* 1979), deutscher Aktivist, Blogger und Autor
- Stefi Geyer (1888–1956), ungarische Violinistin
- Stephen Geyer (* 1950), US-amerikanischer Schauspieler und Musiker
- Suzanne Geyer (* 1945), deutsche Schauspielerin und Schauspiellehrerin

### T
- Theodor Geyer (Unternehmer) (1838–1896), deutscher Unternehmensgründer
- Theodor Julius Geyer, eigentlicher Name von Theo Linz (1928–2009), österreichischer Maler, Filmemacher, Journalist und Gastwirt
- Thomas Geyer (Produzent), deutscher Filmproduzent
- Thomas Geyer (Psychologe) (* 1976), deutscher Psychologe und Hochschullehrer
- Thomas Geyer (Fußballspieler) (* 1991), deutscher Fußballspieler

### U
- Ursula Geyer-Hopfe (1924–2023), deutsche Schauspielerin

### V
- Volker Geyer (* 1965), deutscher Gewerkschafter

### W
- Waldemar Geyer (1882–1947), deutscher Politiker (NSDAP) und Polizeipräsident
- Walter Geyer (* 1947), österreichischer Politiker (GRÜNE) und Staatsanwalt
- Wilhelm Geyer (Gutsbesitzer) (1851–1905), deutscher Gutsbesitzer und Politiker, Abgeordneter des Preußischen Abgeordnetenhauses
- Wilhelm Geyer (1900–1968), deutscher Maler, Glasmaler und Grafiker
- Wulf-Dieter Geyer (1939–2019), deutscher Mathematiker